# Le Problème
Le Problème – francuskie czasopismo szachowe ukazujące się w latach 1937-1949 pod redakcją A. Marceila. Było organem Związku Problemistów Francuskich.